# No somos nadie
No somos nadie fue un programa de radio que se emitía de lunes a viernes, de 7:00 a 10:00 en M80 Radio entre 2002 y 2009, presentado y dirigido por Pablo Motos (2002-2007) y por Celia Montalbán (2007-2009). En él se resumía la actualidad del día en clave de humor junto con secciones divulgativas, entrevistas y pequeños reportajes radiofónicos.

## Historia
Comenzó emitiéndose en 2002 con el equipo de Pablo Motos (Raquel Martos, Laura Llopis, Juan Herrera, Ajenjo y Cigarro, Nuria Roca, Flipy, Luis Piedrahíta y otros colaboradores) en sustitución del longevo y exitoso programa despertador Gomaespuma. Cuatro años después, la cadena generalista Cuatro decidió hacer un programa dominical inspirado en este programa de radio, El hormiguero, con la mayoría de colaboradores del programa de radio.
Tras un año compaginando ambos programas, el 22 de junio de 2007, Pablo Motos y su equipo dejaron el programa, ante el comienzo en septiembre de la segunda temporada de El hormiguero, a diario y en prime time.
El 3 de septiembre de 2007, Celia Montalbán, presentadora de De nueve a nueve y media, en la Cadena Ser, estrenó la nueva temporada del programa con un nuevo equipo. El nombre se mantuvo a pesar de ser un equipo diferente y con cambios sustanciales en las secciones, por lo que mucha gente lo ha apodado como NSN 2.0.
El 26 de junio de 2009, sin previo aviso, M80 Radio canceló el programa.

## Equipo del programa

### Septiembre de 2002 - julio de 2007
- Pablo Motos: presentador
- Cristina Iñigo: productora
- DJ Valdi: técnico de sonido

Resto del equipo y colaboradores (orden alfabético)
- Gerónimo Boloix
- Flipy
- Fernando Domingo "el tiburón"
- Jandro
- Juan Herrera
- Juan Ibáñez
- Juan Tamariz
- Vicente Haro
- Luis Andrés
- Laura Llopis
- Jorge Marrón "Marron"
- Raquel Martos
- Damián Mollá
- Luis Piedrahíta
- Nuria Roca
- Jorge Salvador
- Enrique San Francisco
- Mario Vaquerizo

### Septiembre de 2007 - junio de 2009
- Celia Montalbán: presentadora
- Javier Gallego: copresentador (3 de septiembre de 2007 - febrero de 2008)
- Sergio Castro: copresentador (11 de septiembre de 2008 - 26 de junio de 2009)
- Begoña de León: productora (3 de septiembre de 2007 - 26 de junio de 2009)
- Teo Rodríguez: técnico de sonido (3 de septiembre de 2007 - 26 de junio de 2009)

Resto del equipo y colaboradores (orden alfabético):
- Carlos Areces
- Raúl del Bosque
- Jordi Costa
- Rafa García Luján
- Carlos Giralda
- Nacho Gómez Hermosura
- Patricia Gosálvez
- David Ibáñez "Fox"
- Agustín Martínez (3 de septiembre de 2007 - 22 de diciembre de 2007)
- Daniel Niño
- Eva Nuño
- Marta Reig (3 de septiembre de 2007 - 11 de julio de 2008)
- Joaquín Reyes
- Juan Rodríguez
- Jimina Sabadú (3 de septiembre de 2007 - 31 de enero de 2009)
- Antonio Vicente "Anto" (3 de septiembre de 2007 - 11 de julio de 2008)

## Secciones (Equipo de Pablo Motos -2002-2007)
- El Soliloquio de las Ocho: Pablo Motos realizaba un monólogo de humor sobre un tema de actualidad. Dicho monólogo siempre concluía con la frase "no somos nadie"
- El Kiosko: Juan y Damián repasaban a "su manera" lo que aparecía en las revistas fijándose en lo más curioso o llamativo de estas y parodiándolo con un humor ácido e irreverente. Esta sección fue trasladada con notable éxito al programa de televisión.
- El madrugón:  Un personaje de la actualidad era "condenado" a quedarse en la cama debido a declaraciones fuera de tono u ofensivas. La sección acababa siempre con la frase "Pues a (...), por (...), le perdonamos el madrugón. Que se quede en la cama".
- El Librero Impertinente: Un vendedor de libros realizaba una crítica a los últimos éxitos editoriales, elevando uno a los altares y tirando otro a la basura.
- El Rap: un rap sobre un tema de actualidad.
- Dudas existenciales: Pablo Motos lanzaba preguntas sin respuesta.
- McGuffins: juegos de palabras con contenido cultural o de actualidad.
- Pensamientos paralelos (y para lelas): los oyentes participaban llamando al programa y contando historias propias relacionadas con una noticia de actualidad.
- El consultorio Seximental: Nuria Roca resolvía las dudas sentimentales y sexuales de los oyentes.
- Momento Teniente: Canciones extranjeras que tenían ocultos mensajes en español.
- La entrevista en profundidad: Pablo Motos entrevistaba a un famoso que hubiese destacado por una actividad cultural esa semana (Presentación de una película, un nuevo disco...).
- Consejos que no dan las madres: En esta mini sección de apenas 20 segundos, Juan y Damián daban consejos que jamás se oirían en otro lugar.
- Posturas Sexuales Realmente Innovadoras: en cada edición, Ajenjo y Cigarro comentaban jocósamente una postura sexual ridícula o de realización cercana a lo imposible.
- Verdades Como Puños: Juan Herrera expone, como su propio nombre indica, grandes verdades en forma de pequeño monólogo.
- Los sonidos del día de Raquel Martos:resumen de los mejores sonidos del día anterior de la mano de Raquel Martos.
- El monólogo de Luis Piedrahíta.
- Magia a través de la radio Sección presentada por Juan Tamariz en la que se presentaban juegos de magia, contando con la participación de los oyentes para la realización de algunos de ellos.

## Secciones (-Equipo de Celia Montalbán-2007-2009)
- La analista: Eva Nuño repasaba las principales noticias de política en tono humorístico.
- Audios / Sonidos del día: resumen de los mejores sonidos del día anterior.
- El Abrazo Cósmico: Era el serial radiofónico de No Somos Nadie, parodia de "Héroes".
- Boletín de bolsillo: resumen de noticias con sonidos ajenos.
- Boletín de noticias: resumen inicial de noticias del día.
- Carta abierta: Josefina Baquer leía una carta abierta enviada a un personaje famoso como Esperanza Aguirre o Letizia Ortiz.
- Chiste de Marvin, el único hombre que sufre al intentar entender los chistes en profundidad; la única persona que no se queda en lo superficial del chiste, sino que investiga exhaustivamente lo que se esconde tras él.
- La Clínica de la Televisión: Juan Rodríguez analizaba los males de la televisión, series que no cuajan, programas que suben como la espuma sin aparente motivo y emisiones raras. Desde mayo de 2008.
- Crítica cinematográfica: Carlos Areces (La Hora Chanante, Muchachada Nui) y Jordi Costa (Fotogramas, Metrópoli) desmontaban las últimas películas estrenadas.
- Dando voces: Javier Gallego analizaba temas musicales extraños o de muy mala calidad.
- Entrevistas: en este programa se ha entrevistado a gente de ámbitos muy diversos, artistas, periodistas, políticos, científicos...
- La Fiesta del Pijama: sección sobre sexo informal.
- Grandes de España: Juan Rodríguez y Jimina Sabadú realizaban una caricatura de personajes famosos de diversa índole justificando porque se deben considerar Grandes de España. Esta sección ha analizado entre otros a José Luis Garci, Marta Sánchez, Mónica Naranjo, Isabel Coixet o Fran Perea.
- Historia de la infamia: Javier Gallego analiza los peores momentos del programa durante la semana.
- El Hombre y la Tertulia: Sergio Castro y Raúl del Bosque analizaba tertulias radiofónicas y televisivas de actualidad para estudiar una nueva subespecie humana, el tertuliano.
- Internet People: Rafa García Luján y Marta Reig presentaban cada día un personaje curioso de internet o una web original.
- La lista de Chuck Norris: Diariamente Anto Vicente daba a conocer 5 perlas de la vida, obra y milagros de Chuck Norris.
- Letra pequeña: esos detalles que pasan inadvertidos en la vida y que tantos quebraderos de cabeza dan eran analizados por Juan Rodríguez desde un ángulo humorístico.
- Lo más visto: pasado el bloque de noticias de la primera hora, Raúl del Bosque y Sergio Castro analizaban lo más leído de los diarios digitales.
- Mareando la pava: Rafa García Luján recogía mensajes de los oyentes con lapsus lingüísticos de diversa índole siguiendo el modelo del título de la sección, un híbrido entre marear la perdiz y pelar la pava. A partir de 2009 se recuperó en forma de diccionario padres-español/español-padres.
- Momento Piticlín-Piticlín: Al igual que con el SMS, los oyentes participaban llamando al programa y contando historias propias relacionadas con una noticia de actualidad.
- El Momento Repetido: repetición de los mejores momentos del programa anterior.
- El NOSO: Noticiario de sucesos relegados a un segundo plano por los grandes titulares. Rafa García Luján y Marta Reig los comentaban.
- Noticias con boina: Fox y Nacho Gómez repasan la actualidad que las portadas de los grandes periódicos olvidan poner. Los pueblos y municipios españoles reciben cada día una llamada de Fox para investigar las noticias más curiosas.
- El Otro Resumen de Prensa: Sergio Castro resumía las portadas de la prensa nacional introduciendo un titular alternativo para las mismas.
- Palabras en desuso: Carlos Giralda recogía palabras de nuestra lengua que empiezan a caer en el olvido y exponía una serie de razones para que se vuelvan a emplear. Todo esto en tono humorístico.
- Por encimica: sketches de periodismo de investigación preparados por Nacho Gómez.
- Previously in we are nobody: esta breve sección presentaba -tras las señales horarias de las 7:00 y las 8:00- supuestas intervenciones de personajes célebres entrevistados por Celia Montalbán. En ella Celia ha entrevistado a personajes de la talla de Bill Clinton, José María Aznar, Federico Jiménez Losantos o al Super-Coco. En la segunda temporada de este periodo fue sustituido por un monólogo.
- Producciones imposibles: Niño y Fox, dúo humorístico, tratan de mandar mensajes a personajes célebres de gran trascendencia o desmontar mitos y leyendas.
- ¿Quién se ha levantado peor que tú?: Juan Rodríguez recopilaba cada día información sobre personas que se levantan con el pie izquierdo.
- El Reto: Celia Montalbán enviaba a Fox cada miércoles a una misión imposible que debía resolver en el transcurso de una hora.
- Los Ricos También Lloran: análisis semanal de las portadas de las principales revistas del corazón en clave de humor.
- SMS: Cada día una noticia especialmente llamativa propiciaba la participación de los oyentes enviando mensajes de texto respondiendo a una pregunta planteada por la presentadora.
- Sostiene Giralda: Carlos Giralda analizaba a su modo una noticia más o menos trascendente antes de que el programa acabe. Es una sección corta con filosofía moderna.
- Surtido de ibéricos: Nacho Gómez Hermosura rebuscaba entre la música más extraña que se ha grabado en España. Cantantes que cantaron en inglés sin deber, cantantes a los que nadie llamó por el camino de la canción y otros.
- Tema del día: entrevista a profesionales relacionados con noticias de actualidad.
- El Timbrazo: Fox podría llamar a su telefonillo en cualquier momento. Su misión: conseguir que le abran la puerta con planteamientos surrealistas. El misterio se resuelve todos los días después de la publicidad a las 8:30 y 9:30 de la mañana.
- El Tonguito: antigua tertulia deportiva. Los lunes, Nacho Gómez y Juan Rodríguez analizan los últimos acontecimientos deportivos.
- Versus: Marta Reig y Juan Rodríguez, y posteriormente Eva Nuño y Sergio Castro exponen puntos de vista opuestos sobre cuestiones de relevancia para la vida moderna dejando abierto el debate para los oyentes a posteriori.